# 7 (Ufo361-Lied)
7 ist ein Lied des deutschen Rappers Ufo361, in Kooperation mit dem deutschen Rapper Bonez MC. Es erschien am 1. Januar 2021 als erste Singleauskopplung aus Stay High, dem fünften Soloalbum von Ufo361.

## Veröffentlichung und Inhalt
| Liedteil   | Künstler          |
| Intro      | 808 Mafia         |
| Hook       | Ufo361            |
| 1. Strophe | Ufo361            |
| Hook       | Ufo361            |
| 2. Strophe | Bonez MC & Ufo361 |
| Hook       | Bonez MC & Ufo361 |
| Outro      | Bonez MC          |

Der Song wurde am Neujahrstag, dem 1. Januar 2021, veröffentlicht. Die Gesamtlänge des Titels beträgt 2:28 Minuten. Komponiert und produziert wurde das Stück von Jimmy Torrio, Gezin und The Cratez.

## Mitwirkende
- Text: Bonez MC und Ufo361
- Komposition und Produktion: The Cratez, Gezin und Jimmy Torrio
- Label: Stay High

## Rezeption

### Charts und Chartplatzierungen
7 stieg am 8. Januar 2021 auf Platz zwei in die deutschen Singlecharts ein und musste sich nur Apache 207 mit Angst geschlagen geben. Insgesamt konnte sich das Stück sieben Wochen in den Top 100 halten, davon eine Woche in den Top 10. In den Ö3 Austria Top 40 erreichte die Single die Spitzenposition und platzierte sich zwei Wochen in den Top 10 sowie neun Wochen in den Charts. Für Bonez MC ist es bereits der achte Nummer-eins-Hit in Österreich, wodurch er mit den Beatles gleichzieht und nach Capital Bra der Interpret mit den zweitmeisten Spitzenreitern wird. Für das Produzenten-Duo The Cratez ist es der 18. Nummer-eins-Hit in Österreich. Ufo361 erreicht zum dritten Mal die Spitze der Charts. In der Schweizer Hitparade erreichte 7 mit Rang sieben seine beste Chartnotierung und konnte sich eine Woche in den Top 10 und drei Wochen in den Top 100 halten.
| ChartsChartplatzierungen | Höchstplatzierung | Wochen |
| ------------------------ | ----------------- | ------ |
| Deutschland (GfK)        | 2 (7 Wo.)         | 7      |
| Österreich (Ö3)          | 1 (9 Wo.)         | 9      |
| Schweiz (IFPI)           | 7 (3 Wo.)         | 3      |

Auf der Streaming-Plattform Spotify verzeichnet das Lied bisher mehr als 70 Millionen Streams (Stand: März 2025).

### Auszeichnungen für Musikverkäufe
Im Juni 2023 wurde das Lied in Deutschland mit einer Goldenen Schallplatte für über 200.000 verkaufte Einheiten ausgezeichnet.
| Land/Region        | Auszeichnungen für Musikverkäufe (Land/Region, Auszeichnung, Verkäufe) | Verkäufe |
| ------------------ | ---------------------------------------------------------------------- | -------- |
| Deutschland (BVMI) | Gold                                                                   | 200.000  |
| Insgesamt          | 1× Gold ·                                                              | 200.000  |